# 聖約瑟夫湖
聖約瑟夫湖是加拿大的湖泊，位於該國南部，由安大略省負責管轄，面積459平方公里，是該省第十五大湖泊，島嶼總面積34平方公里，海拔高度371米。
51°03′N 90°46′W / 51.050°N 90.767°W